# Franciscaines des Sacrés Cœurs de Capoue
Ne doit pas être confondu avec Franciscaines des Sacrés Cœurs d'Antequera.
Les franciscaines des Sacrés Cœurs de Capoue (en latin : Congregatio Sororum S. Francisci a Sacratissimis Cordibus ) forment une congrégation religieuse féminine enseignante de droit pontifical.

## Histoire
En 1879, le Père Simplicien de la Nativité, franciscain déchaussé, (1827-1898) ouvre un hospice à Rome pour accueillir les filles victimes de prostitution. Certaines d'entre elles demandent ensuite à se consacrer à Dieu. Pour répondre à leur désir, le Père Simplicien s'inspire de la règle du Tiers-Ordre franciscain et leur donne le nom de sœurs tertiaires franciscaines de sainte Marguerite de Cortone.
Le 21 février 1886, les quinze premières sœurs prennent l'habit des mains du cardinal-vicaire Lucido Maria Parocchi, assisté de Bernardin de Portogruaro (it), ministre général des franciscains, et en présence de nombreux frères mineurs. Le 8 octobre suivant, le même cardinal approuve la règle et les constitutions, déjà reconnues valides par le ministre général des franciscains, donnant ainsi à l'institut une érection canonique. Des fondations suivent bientôt à Rome, puis dans de nombreux endroits du sud de l'Italie. Après la mort du fondateur, les sœurs placent la maison-mère à Capoue.
À la suite de l'approbation de nouvelles constitutions le 2 février 1902, le nom de la congrégation est changée en celui de sœurs franciscaines des Sacrés-Cœurs car il n'y a plus d'ex-prostituées au sein de la communauté.
L'institut est reconnue de  droit pontifical le 2 février 1950 et agrégée à l'ordre des frères mineurs le 27 avril de la même année ; il reçoit le décret de louange le 5 juin 1970.

## Activités et diffusion
Les sœurs se consacrent à l'enseignement.
Elles sont présentes en:
- Europe : Italie, Pologne, Roumanie.
- Amérique : Colombie,
- Asie : Corée du Sud, Inde, Indonésie, Philippines, Thaïlande, Timor oriental.

La maison-mère est à Rome.
En 2017, la congrégation comptait 520 sœurs dans 63 maisons.